# Aéroport H. Asan
L'aéroport de Sampit (code IATA : SMQ • code OACI : WAOS) est un aéroport basé à Sampit de Kalimantan central,.

## Compagnies et destinations
| Compagnies | Destinations                                            |
| ---------- | ------------------------------------------------------- |
| Citilink   | Surabaya-Juanda                                         |
| NAM Air    | Surabaya-Juanda                                         |
| Wings Air  | Banjarmasin-Syamsudin Noor, Palangkaraya, Pangkalan Bun |

## Situation
| Banda Aceh Denpasar Pangkal · Pinang Tanjung · Pandan Djakarta-Soekarno-Hatta Bengkulu Solo Semarang Pangkalan · Bun Palangkaraya Sampit Palu Djakarta-Halim Perdanakusuma Samarinda Malang Surabaya Balikpapan Ende Kupang Komodo Gorontalo Jambi Bandar Lampung Ambon Tarakan Ternate Manado Gunung · Sitoli Medan Wamena Biak Merauke Timika Jayapura Pekanbaru Batam Tanjung · Pinang Bau-Bau Banjarmasin Makassar Palembang Bandung Pontianak Ketapang Bima Lombok Manokwari Sorong Padang Yogyakarta |